# Lega Italiana Flag Football
La Lega Italiana Flag Football, o LIFF, è la lega che dal 2007 organizza il campionato senior di Flag football in Italia (dal 2013 sotto l'egida delle FIDAF).
La stagione LIFF termina con il Finalbowl. Il campionato è denominato Senior League.

## LIFF - Senior League
- 2007 -  Banditi Ferrara
- 2008 -  Cleavers Cavriago
- 2009 -  Marines Lazio
- 2010 -  Marines Lazio
- 2011 -  Marines Lazio
- 2012 -  Marines Lazio
- 2013 -  Marines Lazio
- 2014 -  Marines Lazio
- 2015 -  65ers Arona
- 2016 -  Raiders Roma
- 2017 -  Marines Lazio
- 2018 -  Leoni Basiliano
- 2019 -   65ers Arona
- 2020 -  65ers Arona

## LIFF - Coppa Italia
- 2009 -  Marines Lazio  e  Hedgehogs Boschetto (pari merito)
- 2010 -  Leoni Basiliano
- 2011 -  Marines Lazio
- 2018-   65ers Arona
- 2019 -   65ers Arona

### LIFF - Under-18
- 2004 -  Blacks Rivoli
- 2005 -  Marines Lazio

### LIFF - Coppa Italia Under-18
- 2004 -  Frogs Legnano
- 2005 -  Skorpions Varese

## LIFF - Under-15
- 2007 -  Chihuahua Verona
- 2008 -  Leoni Basiliano
- 2009 -  Longhorns Grosseto
- 2010 -  Panthers Parma
- 2011 -  Blue Storms Gorla Minore

## LIFF - Coppa Italia Under-15
- 2007 -  Chihuahua Verona
- 2008 -  Leoni Basiliano
- 2009 -
- 2010 -
- 2011 -  Daemons Martesana

## LIFF - Under-13
- 2007 -  Chihuahua Verona
- 2008 -  Panthers Parma
- 2009 -  Blue Storms Gorla Minore
- 2010 -  Panthers Parma
- 2011 -  Daemons Martesana

## LIFF - Coppa Italia Under-13
- 2007 -  Chihuahua Verona
- 2008 -  Panthers Parma
- 2009 -
- 2010 -
- 2011 -  Daemons Martesana